# Голчино
Голчино — деревня в Берёзовском сельском поселении Галичского района Костромской области России.

## География
Деревня расположена на берегу реки Шача.

## История
Согласно Спискам населенных мест Российской империи в 1872 году деревня относилась к 1 стану Чухломского уезда Костромской губернии. В ней числилось 5 дворов, проживало 25 мужчин и 19 женщин.
Согласно переписи населения 1897 года в деревне проживало 35 человек (15 мужчин и 20 женщина).
Согласно Списку населенных мест Костромской губернии в 1907 году деревня относилась к Муравьищенской волости Чухломского уезда Костромской губернии. По сведениям волостного правления за 1907 год в ней числилось 8 крестьянских дворов и 47 жителей. В деревне имелась толчея.
До муниципальной реформы 2010 года деревня входила в состав Муравьищенского сельского поселения.

## Население
По состоянию на 1 января 2014 года в деревне числилось 1 хозяйство и 1 постоянный житель.
| 2008 | 2010 | 2012 | 2014 |
| ---- | ---- | ---- | ---- |
| 2    | ↗3   | ↘2   | →2   |